# Prévonloup
Prévonloup est une commune suisse du canton de Vaud, située dans le district de la Broye-Vully. Citée dès 1336, elle fait partie du district de Moudon entre 1798 et 2007. La commune est peuplée de 220 habitants en 2022. Son territoire, d'une surface de 182 hectares, se situe entre la vallée de la Broye celle de la Glâne.

## Histoire

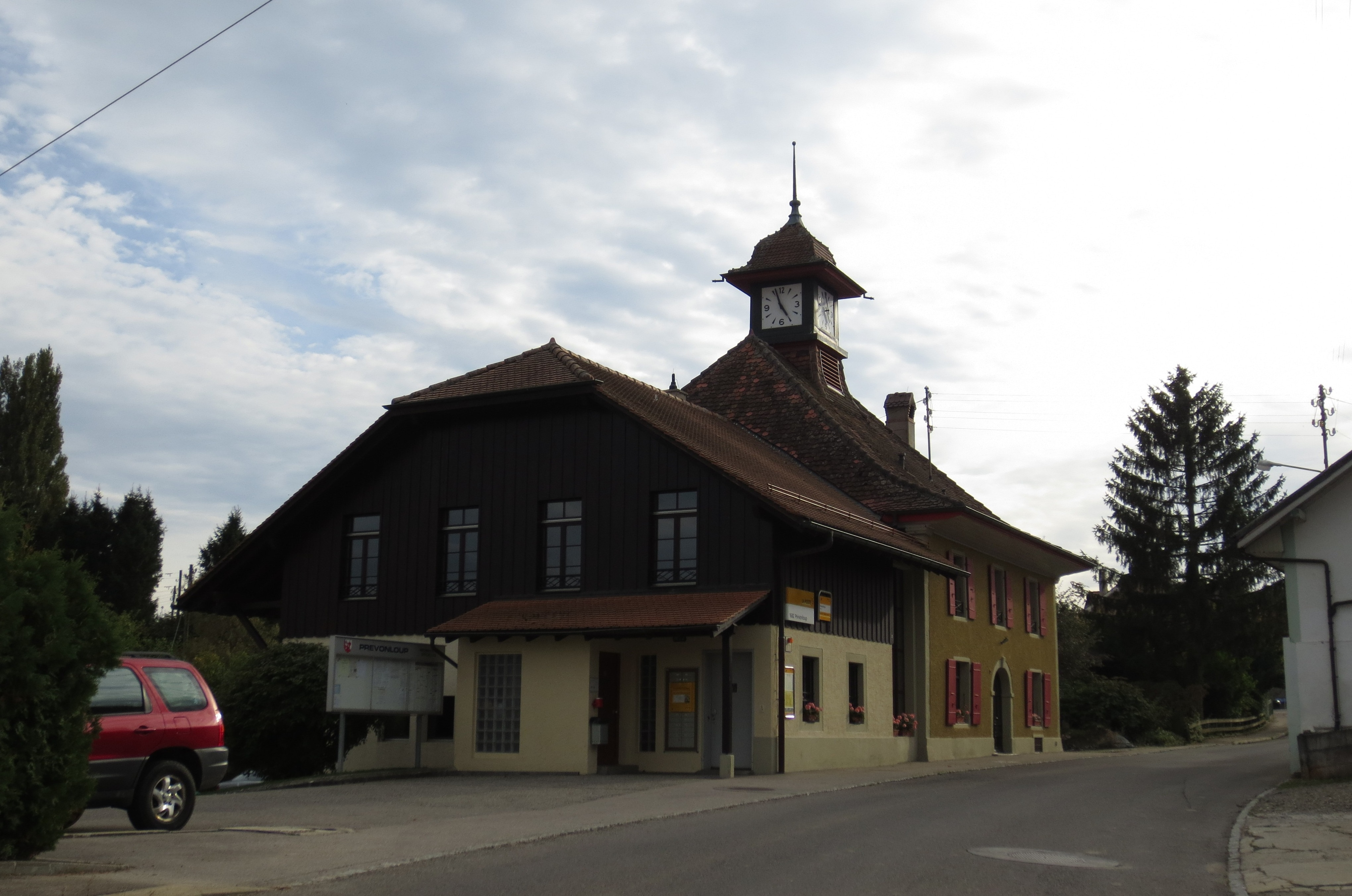
Le collège de Prévonloup.

Le village de Prévonloup est connu en 1336 sous le nom de Provalour. Au Moyen Âge, le village dépend de la chatellenie de Lucens et appartient à l'évêque de Lausanne. Il fait partie du bailliage de Moudon à l'époque bernoise, de 1586 à 1798, puis du district de Moudon de 1798 à 2007 et du district de la Broye-Vully depuis 2008. Il fait partie de la paroisse de Dompierre, puis de celle de Granges-près-Marnand depuis environ 2000. Le collège est construit en 1832 et est rénové en 1984, avec la création d'une salle communale.

### Héraldique
| Armes de Prévonloup | Les armes de la commune de Prévonloup se blasonnent ainsi : Tranché d'argent et de gueules, à deux ciboires rangés en face de l'un à l'autre. |

## Géographie
Jusqu'à sa dissolution, la commune faisait partie du district de Moudon. Depuis le 1er janvier 2008, elle fait partie du nouveau district de la Broye-Vully. Elle a des frontières communes avec Dompierre et Lovatens

## Population

### Surnom
Les habitants de la commune sont surnommés lè Lâo (les loups en patois vaudois).

### Démographie
Prévonloup compte 220 habitants en 2022. Sa densité de population atteint 120 hab./km2.
En 2000, la population de Prévonloup est composée de 53 hommes (46,1 %) et 62 femmes (53,9 %). La langue la plus parlée est le français, avec 105 personnes (91,3 %). La deuxième langue est l'allemand (9 ou 7,8 %). Il y a 110 personnes suisses (95,7 %) et 5 personnes étrangères (4,3 %). Sur le plan religieux, la communauté protestante est la plus importante avec 71 personnes (61,7 %), suivie des catholiques (22 ou 19,1 %). 12 personnes (10,4 %) n'ont aucune appartenance religieuse.
La population de Prévonloup était de 157 personnes en 1850. Elle est restée relativement stable jusqu'en 1950. Après une baisse jusqu'à 114 habitants en 2000, il y a 140 habitants en 2010. Le graphique suivant résume l'évolution de la population de Prévonloup entre 1850 et 2010 :

## Politique
Lors des élections fédérales suisses de 2011, la commune a voté à 38,80 % pour l'Union démocratique du centre. Les deux partis suivants furent le Parti libéral-radical avec 19,48 % des suffrages et le Parti socialiste suisse avec 12,86 %.
Lors des élections cantonales au Grand Conseil de mars 2011, les habitants de la commune ont voté pour l'Union démocratique du centre à 34,85 %, le Parti libéral-radical à 27,27 %, le Parti socialiste à 20,83 %, les Verts à 9,85 %, le Parti bourgeois démocratique et les Vert'libéraux à 6,82 % et Vaud Libre à 0,38 %.
Sur le plan communal, Prévonloup est dirigé par une municipalité formée de 5 membres et dirigée par un syndic pour l'exécutif et un Conseil général dirigé par un président et secondé par un secrétaire pour le législatif.

## Économie
Jusqu'à la deuxième moitié du XXe siècle, l'économie communale était principalement tournée vers l'agriculture, l'arboriculture fruitière et l'élevage qui représentent encore une part importante des emplois locaux de nos jours. Ces dernières décennies, la construction de plusieurs zones résidentielles a transformé le village qui a également vu la création de plusieurs petites entreprises locales et de services. La commune compte un restaurant.

## Transports
Au niveau des transports en commun, Prévonloup fait partie de la communauté tarifaire fribourgeoise Frimobil. Le bus des Transports publics fribourgeois faisant le parcours Romont-Lucens s'arrête dans la commune. Celui de CarPostal reliant Romont à Payerne et Avry par Sédeilles y fait aussi un arrêt. Le village est aussi desservi par les bus sur appel Publicar, qui sont un service de CarPostal.

## Vie locale
La commune de Prévouloup compte une jeunesse qui organise, chaque année, plusieurs manifestations locales telles qu'un repas de soutien en faveur de la ligue suisse contre le cancer et un bal pendant les fêtes de Pâques.